# Tierra del Príncipe Rodolfo

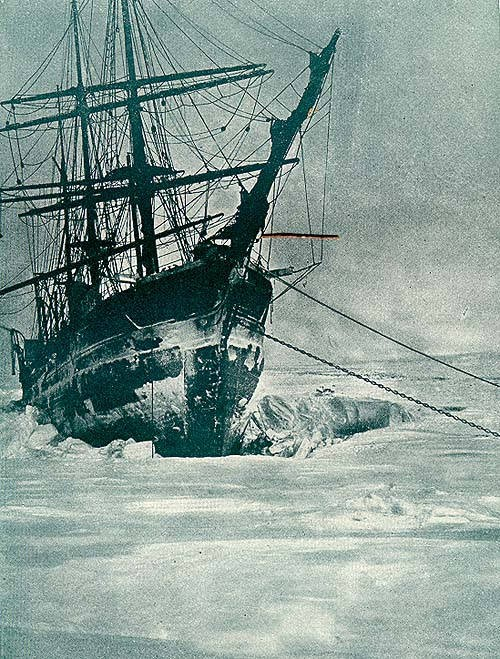
Barco abandonado en la bahía de Teplitz, 1904.

La Tierra del Príncipe Rodolfo o isla del Príncipe Rodolfo (en ruso: Остров Рудольфа, ostrov Rudolfa) es una pequeña isla del océano Ártico, la isla más al norte del archipiélago de Francisco José, Rusia. Pertenece a la región administrativa del óblast de Arcángel de la Federación Rusa. Tiene una superficie de 295 km².
Esta isla está casi completamente llena de glaciares. Se encuentra muy cerca del límite del hielo polar permanente. Su punto más alto alcanza los 461 m.
Debido al terreno tan inclinado de esta isla, el único acceso por aire es una pequeña tira de nieve de 300 m en la parte de arriba de un glaciar. 
El cabo Fligely, ubicado en la orilla septentrional de la Tierra del Príncipe Rodolfo, es el punto más septentrional de Europa y Rusia.

## Historia
Esta isla fue bautizada por la expedición austro-húngara al Polo Norte en honor del archiduque Rodolfo (1858-89), príncipe coronado de Austria, Hungría y Bohemia. Durante la expedición un explorador dijo la cita "Último punto alcanzable en dirección norte. Hasta aquí y no más allá".
La bahía de Teplitz es un lugar de acampada que sirvió como escala para numerosas expediciones polares a finales del siglo XIX y principios del XX principalmente la italiana dirigida por el príncipe Luis Amadeo, duque de los Abruzos durante los años 1899-1900. En esta expedición el capitán Umberto Cagni y tres de sus hombres alcanzaron el punto más septentrional alcanzado por la exploración hasta ese momento, los 86°34'N.
La expedición polar Ziegler de 1903-1905, dirigida por Anthony Fiala dejó una gran cabaña también en la bahía de Teplitz.